# Emanuele Buzzi
Emanuele Buzzi (San Candido, 27 ottobre 1994) è uno sciatore alpino italiano specialista delle prove veloci.

## Biografia
Buzzi, originario di Sappada e attivo in gare FIS dal dicembre del 2009, ha esordito in Coppa Europa il 10 marzo 2011 a Sella Nevea in supergigante (67º) e in Coppa del Mondo il 19 dicembre 2014 in Val Gardena in discesa libera (50º). Nel circuito continentale ha colto il primo podio l'11 dicembre 2015 a Sölden in supergigante (2º) e la prima vittoria il 14 gennaio 2016 a Radstadt/Reiteralm nella medesima specialità e al termine di quella stagione 2015-2016 è risultato vincitore della classifica di supergigante e 3º in quella generale.
Ai Mondiali di Sankt Moritz 2017, suo esordio iridato, si è classificato 23º nel supergigante e ai XXIII Giochi olimpici invernali di Pyeongchang 2018, sua prima presenza olimpica, si è classificato 22º nella discesa libera. Nella discesa libera di Coppa del Mondo disputata a Wengen il 19 gennaio 2019, dopo aver ottenuto il 6º posto, è caduto dopo il traguardo e si è infortunato, dovendo finire la stagione in anticipo; ai Mondiali di Cortina d'Ampezzo 2021 si è classificato 13º nel supergigante.

## Palmarès

### Coppa del Mondo
- Miglior piazzamento in classifica generale: 62º nel 2020

### Coppa Europa
- Miglior piazzamento in classifica generale: 3º nel 2016
- Vincitore della classifica di supergigante nel 2016
- 10 podi:
  - 3 vittorie
  - 4 secondi posti
  - 3 terzi posti

#### Coppa Europa - vittorie
| Data            | Località           | Paese    | Specialità |
| --------------- | ------------------ | -------- | ---------- |
| 14 gennaio 2016 | Radstadt/Reiteralm | Austria  | SG         |
| 26 gennaio 2016 | Davos              | Svizzera | DH         |
| 6 gennaio 2018  | Wengen             | Svizzera | SG         |

Legenda:

DH = discesa libera

SG = supergigante

### Campionati italiani
- 2 medaglie[2]:
  - 1 oro (supergigante nel 2021)
  - 1 argento (combinata nel 2015)